# Paal Nilssen-Love
Paal Nilssen-Love (né le 24 décembre 1974 à Molde) est un compositeur norvégien de jazz.

## Biographie
Paal Nilssen-Love est un ancien membre du groupe norvégien et sud-africain San International Ensemble (SAN), soutenu par la NORAD, avec Zim Ngqawana (saxophone et flûte) et Andine Yenana (piano), ainsi que les Norvégiens Bjørn Ove Solberg (saxophone) et Ingebrigt Håker Flaten (basse). SAN donne plusieurs concerts lors de la visite officielle de Gro Harlem Brundtland en Afrique du Sud, du 10 au 15 février 1996, et sort ensuite l'album Song (1997).
En 1996, Nilssen-Love accompagne également Didrik Ingvaldsen, trompettiste de Stavanger, sur l'album Rede for et hugg, enregistré à New York. La même année, il s'installe à Oslo et joue depuis avec de nombreux musiciens norvégiens et internationaux. L'éphémère trio Vindaloo se compose de Paal et de ses condisciples Bjørn Ole Solberg (saxophone) et Steinar Raknes (basse).
En 1999, Nilssen-Love, Wiik et Flaten forment le groupe Atomic avec les Suédois Fredrik Ljungkvist (saxophone) et Magnus Broo (trompette).
Au printemps 2001, il sort son premier album solo, Sticks and Stones. La même année, il joue avec Pat Metheny et Arild Andersen au Molde Jazz. Depuis 2002, il est à l'origine du festival de jazz All Ears. En 2004, il est annoncé qu'il était l'un des trois jeunes musiciens de jazz à être lancés en Europe, dans le cadre du programme triennal Norwegian Jazz Launch Europe soutenu par le ministère des affaires étrangères, une collaboration entre Concerts Norway, le West Norwegian Jazz Centre et le Norwegian Jazz Forum.
Il reçoit le Buddyprisen en 2006 et le Jazzprisen 2023 dans la catégorie ambassadeur du jazz,.

## Discographie
- 2001 : Sticks and Stones
- 2008 : Head On (Idolect) (avec Peter Brötzmann et Michiyo Yagi)
- 2008 : Magnus Broo et Paal Nilssen-Love - Game

## Distinctions
- Nommé pour Jazzintro 1998 (avec Håkon Kornstad et Mats Eilertsen)
- Nommé pour Spellemannprisen 2000 dans la catégorie jazz pour Egne hoder (avec Bjørnar Andresen et Svein Finnerud)[3].
- Nommé au Spellemannprisen 2001 dans la catégorie ouverte pour Sticks and Stones[3].
- Nommé au Alarm Award 2003 dans la catégorie jazz pour Scorch Trio (en tant que membre de Scorch Trio avec Raoul Björkenheim et Ingebrigt Håker Flaten)[4].
- Nommé pour l'Alarm Award 2004 dans la catégorie jazz pour Dual (avec Ken Vandermark)[5].
- Nommé au Alarm Award 2005 dans la catégorie album de jazz de l'année pour Luggumt (en tant que membre du Scorch Trio)[6].
- Buddyprisen 2006[1].
- Nommé au Spellemannprisen 2006 dans la catégorie jazz pour Seven (avec Ken Vandermark)[3].
- Jazzprisen 2021 dans la catégorie Ambassadeur du jazz[2].